# Private Parts
Private Parts è un film del 1997 diretto da Betty Thomas, biografia del celebre deejay statunitense Howard Stern.

## Trama
Howard Stern comincia la sua carriera di deejay all'epoca del college, facendosi subito notare per il suo stile un po' bizzarro, fino a quando non comincia a lavorare per delle radio private più o meno note. È in questo periodo che le trasmissioni di Stern cominciano ad essere provocatorie e senza inibizioni, parlando di sesso e di tabù; il suo personaggio, quantomeno bizzarro, gli dona una certa popolarità e lo porta ad essere notato da un grandissimo network nazionale, la NBC.
Ed è proprio con la NBC che Stern diventa un vero e proprio fenomeno nazionale. La sua trasgressiva trasmissione, a volte al limite del pornografico, lo rende un personaggio amato e odiato, ma ormai importante e redditizio, nonostante gli stessi dirigenti della NBC non facciano altro che rendere difficile la vita a Stern e ai suoi strampalati collaboratori radiofonici.